# カップルズep
「カップルズep」（カップルズ イーピー）は、2017年2月22日に発売された、ピチカート・ファイヴの7インチ・シングル。

## 解説
1987年4月リリースのピチカート・ファイヴのアルバム『couples』収録の「七時のニュース」と「皆笑った」の2曲をカップリング。バーニー・グランドマンによるシングル向けのカッティングが施された完全生産限定盤。小西康陽が7インチDJとして“今クラブで回したい”、“7インチのアナログ盤で出して欲しい”ソニー・ミュージックの1980年代から2000年代までの有名楽曲を1枚のCDにまとめた17曲入りコンピレーション・アルバム『エース』発売に合わせ、「ベリッシマep」と同時リリースされた。

## パッケージ、アートワーク
ジャケットはアルバムのジャケットをリサイズし、小西によるアレンジが加えられたE式シングルジャケット。今回初出となるジャケット裏面の写真は、アルバム『カップルズ』のジャケット用フォト・セッションからのアウト・テイクで、2016年11月に急死した写真家の桑本正士が撮影したオリジナル・メンバー4人が並んで写るショット。小西のアイデアにより30年の時を経てジャケットの裏面に採用された。また、ディスク中心部の穴の大きさはLPと同サイズ。レーベル・デザインはアダムス「旧約聖書」とザ・ゾンビーズ「ふたりのシーズン」という、旧・CBSソニーのごく初期にリリースされた2枚のシングル盤からトレースされた。

## 収録曲

### side a
1. 七時のニュース seven o'clock news  –  (2:26)
詞：小西康陽    曲：鴨宮諒

### side b
1. 皆笑った they all laughed  –  (3:26)
詞：小西康陽    曲：高浪慶太郎

## クレジット
| - couples ep - Pizzicato Five 2017 |
|                                    |

| Supervisor : 小西康陽                                       |
| The group : 小西康陽 高浪慶太郎 鴨宮諒 佐々木麻美子         |
| Executivee Producer : 華岡徹 (SMDR) 加納糾 (SMDR)           |
| Producer : 滝瀬茂 (SMDR)                                    |
| Director : 蒔田聡 (SMDR)                                    |
| Re-mastering Engineer : 阿部充泰 (Sony Music Stadios Tokyo) |
| Sound Advisor : 廣瀬修 (mirea Inc.)                         |

| Cutting Engineer | : | - Bernie Grundman - (Bernie Grundman Mastering Hollywood) |

|  |

| Vinyl Recorded Pressing : Rainbo Records (USA) |
| Original Design : 田淵稔                       |
| Photographers : 桑本正士 田淵稔 杉村純子       |
| Artwork Refinement : 林田親悟 (SMDR)           |
| Marketing : 石井宏明 (SMDR)                    |
| Product Coordination : 星野真実 (SMC)          |

| Special Thanks | : | - 山崎弘崇 (readymade entertainment inc.) - The Greatest Hits Pied Piper House |

## リリース日一覧
| 地域 | タイトル     | リリース日    | レーベル                                      | 規格               | カタログ番号 | 備考             |
| ---- | ------------ | ------------- | --------------------------------------------- | ------------------ | ------------ | ---------------- |
| 日本 | カップルズep | 2017年2月22日 | GREAT TRACKS / Sony Music Direct (JAPAN) Inc. | 7"シングルレコード | MHKL 1       | 完全生産限定盤。 |